# Perxenato de sódio
Perxenato de sódio é um sal com a fórmula química Na4XeO6, contendo xenônio com nox +8. Ele se forma pela reação de uma solução de tetróxido de xenônio XeO4 com hidróxido de sódio NaOH, pela reação do perxenato de bário com ácido sulfúrico seguida da reação com NaOH ou pelo desproporcionamento de uma solução aquosa básica de xenato de sódio.
XeO4 + 4NaOH + 2H2O --> Na4XeO6 + 4H2O
2NaHXeO4 + 2NaOH → Na4XeO6 + Xe + O2 + 2 H2O
É um forte agente oxidante, utilizado em síntese orgânica, além de servir para preparar outros compostos de xenônio. Ao reagir com um agente redutor, libera gás Xe como subproduto. O perxenato de bário, Ba2XeO6, é um sólido amarelo muito insolúvel em água. A reação de perxenatos com ácido sulfúrico e sua desidratação gera o tetróxido de xenônio, um composto perigosamente explosivo estável a baixas temperaturas.